# Ida Blom
Ida Blom, född 20 januari 1931 i Gentofte, Danmark, död 26 november 2016, var en norsk forskare och professor emerita i kvinnohistoria vid universitetet i Bergen.

## Nationalismforskning
Ida Blom var en av de historiker som relativt tidigt riktade uppmärksamhet på kvinnor, kön och nationalism som ett angeläget område att forska i. I hennes omfattande publiceringsverksamhet kan man se hur intressefältet successivt vuxit fram ur först åtskilda forskningsområden. Intresset för diplomati och politik märktes redan i avhandlingen Kampen om Eirik Raudes Land (1973), en studie av den norsk-danska konflikten om Östgrönland 1921-33. Under 1970- och 1980-talen skrev Blom så artiklar om kvinnohistoria och medverkade i nationella och internationella översiktsverk. Kombinationerna ledde till nya forskiningsidéer. År 1990 kom en artikel om "Changing Gender Identities in Industrialising Society", tryckt i tidskriften Gender and History.
År 1993 hade hon börjat koppla samman jämlikhet och beredskapsfrågor i "Equality and the Threat of War in Scandinavia 1884-1905", som ingick i en antologi om Men, Women and War, och samma år skrev hon i den norska Historisk Tidsskrift om sexualiseringen av den norska nationalismen omkring 1900: "En nasjon - to kjønn". Året därpå kom en artikel om "Politikk og kjønn - nasjonalisme, forsvarspolitikk og demokrati omkring 1800", och 1995 var det redan dags för ett övergripande internationellt grepp på frågan i "Feminism and Nationalism in the Early Twentieth Century", tryck i Journal of Women's History, en artikel som följs av ett världsövergripande perspektiv i "World History as Gender History: The Case of the Nation State" (1997). Ida Blom har en förmåga att dels överskrida nationella gränser i sin forskning, dels förankra sin analys i den politiska historiens beslut och händelser. Hon visar i en artikel från 1996 publicerad i Scandinavian Journal of History att nationalstaterna sexualiseras eller könliggörs genom sociala rörelser, social arbetsdelning, politik och militär mobilisering. Det kan vara bra att ha denna aspekt på det moderna samhällets sexualisering i minnet, inte minst mot bakgrund av den omfattande analys av sexualisering som sker på områden som reklam, mode och populärkultur. Ida Blom visar att könet som social kategori (genus) går djupare än så, att den konstituerar hur vi ser på oss själva och på våra primära sociala och politiska gemenskaper.
Tillsammans med andra forskare har hon på senare år också arbetet för att sammanställa och problematisera vår kunskap om kön och stat under 1800-talet i flera länder, i en bok som hon redigerat tillsammans med norska Karen Hagemann och brittiska Catherine Hall, Gendered Nations: The Long Nineteenth Century (2000). Hon tilldelades Sverre Steen-priset 2000.